# Ceropegia muzingana
Ceropegia muzingana är en oleanderväxtart som beskrevs av F. Malaisse. Ceropegia muzingana ingår i släktet Ceropegia och familjen oleanderväxter. Inga underarter finns listade i Catalogue of Life.